# Корчева, Евдокия Макаровна
Евдокия Макаровна Корчева (13 февраля 1914, Михайловка, Херсонская губерния — 16 мая 2008, Михайловка, Днепропетровская область) — передовик советского сельского хозяйства, звеньевая семеноводческого совхоза имени Нансена Министерства совхозов СССР, Апостоловский район Днепропетровской области. Герой Социалистического Труда (1949).

## Биография
Родилась 13 февраля 1914 года в селе Михайловка (ныне Апостоловского района Днепропетровской области).
В период Великой Отечественной войны проживала на оккупированной территории. После освобождения села от фашистов, с 10 февраля 1944 года, стала трудиться в семеноводческом совхозе имени Нансена. В 1947 году была назначена звеньевой по выращиванию зерновых культур. В 1948 году получила высокий урожай зерновых в 31,3 центнера в среднем с одного гектара на площади 30 гектаров.
Указом Президиума Верховного Совета СССР от 16 апреля 1949 года за получение высоких показателей в сельском хозяйстве и рекордные урожаи зерновых Евдокии Макаровне Корчевой было присвоено звание Героя Социалистического Труда с вручением ордена Ленина и медали «Серп и Молот».
Продолжала трудиться в совхозе звеньевой, затем стала бригадиром. После того как совхоз поменял направление, стала работать в птицеводстве. В 1969 году вышла на заслуженный отдых.
Проживала в селе Михайловка, умерла 16 мая 2008 года, похоронена на сельском кладбище.

## Награды
- Медаль «Серп и Молот» (16.04.1949);
- орден Ленина (16.04.1949);
- другие медали.